# Мій перший друг...
Мій перший друг… (рос. Мой первый друг...) — радянський художній фільм 1979 року, знятий на Кіностудії ім. М. Горького.

## Сюжет
Нерозлучні друзі-шестикласники Саша, Аня і Юра нічого не приховують один від одного. Але через невгамовного Юру Пузирьова потаємна таємниця товстушки Ані, яка закохалася в учителя літератури, стає всім відома. Так в колі друзів назріла перша серйозна сварка…

## У ролях
- Єгор Грамматиков — Саша (озвучив Олег Орлов)
- Валерій Владинов — Юра Пузирьов
- Анна Голубєва — Аня Грачова
- Ольга Волкова — мама Саші, актриса
- Сергій Нестеров — Сеня, піонервожатий
- Володимир Соколов — Володимир Миколайович, учитель літератури (озвучив Євген Герасимов)
- Антоніна Дмитрієва — бабуся Юри з Клину
- Тетяна Божок — вчителька географії
- Алла Івлєва — п'ятикласники
- Георгій Мілляр — актор театру в ролі Діка
- Надія Самсонова — інструктор Будинку піонерів
- Герман Сизов — епізод
- Валентина Щербакова — наречена Володимира Миколайовича
- Надія Гольцева — Путіліна
- Михайло Колбасов — школяр
- Ілля Романов — школяр

## Знімальна група
- Режисер — Яків Базелян
- Сценаристи — Ганна Слуцки, Олександр Хмелик
- Оператор — Олександр Філатов
- Композитор — Євген Крилатов
- Художники — Віктор Власьков, Валерій Іванов